# EuroHPC JU
L'Empresa Conjunta Europea d'Informàtica d'Alt Rendiment (EuroHPC JU) és una associació públic-privada en informàtica d'alt rendiment (HPC), que permet la posada en comú de recursos a nivell de la Unió Europea amb els recursos dels estats membres de la UE i dels estats associats participants de la UE. Programes Horizon Europe i Digital Europe, així com parts interessades privades. L'empresa conjunta té el doble objectiu declarat de desenvolupar una infraestructura de supercomputació paneuropea i donar suport a les activitats de recerca i innovació. Situat a la ciutat de Luxemburg, Luxemburg, l'empresa comuna va començar a funcionar el novembre de 2018 sota el control de la Comissió Europea i es va convertir en autònoma el 2020.

## Història
El juny de 2016, els líders dels estats membres de la UE, reunits al Consell Europeu, van demanar una major coordinació dels esforços de la UE en informàtica d'alt rendiment com a part de l'estratègia més àmplia del mercat únic digital de la UE. La Declaració Europea sobre Informàtica d'Alt Rendiment es va presentar a Roma el març de 2017, signada inicialment per set estats membres de la UE (França, Alemanya, Itàlia, Luxemburg, Països Baixos, Portugal) compromesos a millorar la potència informàtica europea.  El juny de 2018, el Consell de la UE va aprovar la proposta de la Comissió Europea d'establir l'empresa conjunta EuroHPC. El 3 de juliol de 2018, el Parlament Europeu va votar a favor de la proposta de la Comissió de crear una empresa conjunta europea d'informàtica d'alt rendiment. La proposta va ser adoptada formalment pel Consell de la Unió Europea el 28 de setembre de 2018.
El director executiu va ser nomenat el 15 de maig de 2020 i l'empresa comuna es va convertir en autònoma de la Comissió Europea el 23 de setembre de 2020.
L'empresa conjunta EuroHPC es va revisar mitjançant el Reglament (UE) 2021/1173 del Consell.

## Finançament i objectius
L'empresa conjunta EuroHPC està finançada conjuntament pels seus membres amb un pressupost d'uns 7.000 milions d'euros per al període 2021-2027.
La major part d'aquest finançament prové del pressupost actual de la UE a llarg termini, el marc financer plurianual (MFP 2021-2027) amb una contribució de 3.000 milions d'euros, distribuïts de la següent manera:
- 1.900 milions d'euros del Programa Europa Digital (DEP) per donar suport a l'adquisició, el desplegament, l'actualització i l'explotació de les infraestructures, la federació de serveis de supercomputació i l'ampliació de l'ús i les habilitats d'HPC;
- 900 milions d'euros d'Horizon Europa (HE) per donar suport a activitats de recerca i innovació per desenvolupar un ecosistema de supercomputació innovador, competitiu i de classe mundial a tot Europa;
- 200 milions d'euros de Connecting Europe Facility (CEF-2) per millorar la interconnexió de recursos HPC, computació quàntica i dades, així com la interconnexió amb els espais de dades europeus comuns de la Unió i les infraestructures de núvol segures.

La contribució de la UE es compensa amb una quantitat similar dels països participants. A més, els socis privats aporten una quantitat de 900 milions d'euros.
L'empresa comuna ofereix suport financer en forma de contractació o subvencions a la recerca i la innovació als participants després de convocatòries obertes i competitives.
L'EuroHPC JU té els dos objectius:
desenvolupament d'una infraestructura de supercomputació paneuropea: compra i desplegament a la UE d'almenys dos superordinadors que estaran entre els 5 primers del món i almenys altres dos que avui ocuparien entre els 25 primers mundials per als usuaris públics i privats d'Europa. usuaris industrials, per al seu ús en més de 800 camps d'aplicació científica i industrial;
Donar suport a les activitats de recerca i innovació: desenvolupament d'un ecosistema europeu de supercomputació, estimulació d'una indústria de subministrament de tecnologia i posada a disposició dels recursos de supercomputació en moltes àrees d'aplicació per a un gran nombre d'usuaris públics i privats, incloses les petites i mitjanes empreses.